# 扎亚奇耶农村居民点
扎亚奇耶农村居民点（俄语：Заяченское сельское поселение）是俄罗斯联邦别尔哥罗德州科罗恰区所属的一个农村居民点。其下辖有1个居民点，行政中心为扎亚奇耶。据2016年统计，该农村居民点的人口为767人。